# Потапов, Иван Иванович
Иван Иванович Потапов (18 июня 1926, Фурсово, Ляховское сельское поселение — 21 августа 2005, Екатеринбург) — советский хозяйственный, государственный и политический деятель.

## Биография
Родился 18 июня 1926 года в деревне Фурсово Меленковского уезда Владимирской губернии. Член КПСС.
Окончил Выксунский техникум чёрной металлургии (1945), Уральский политехнический институт (1953), инженер-металлург.
В 1945—1948 годах — помощник мастера, старший мастер, мастер мартеновского цеха Серовского металлургического завода.
В 1953—1970 годах — на Уралмашзаводе: инженер-исследователь центральной лаборатории, начальник литейного участка отдела № 10, заместитель начальника, начальник обрубного цеха, заместитель секретаря, секретарь партийного комитета завода.
В 1970—1974 годах — первый секретарь Орджоникидзевского районного комитета КПСС города Свердловска.
В 1974—1992 годах — секретарь, председатель Свердловского областного Совета профсоюзов.
Затем работал консультантом Свердловского областного комитета Российского профсоюза работников среднего и малого бизнеса, советником Свердловской областной организации Горно-металлургического профсоюза России.
Делегат XXIV съезда КПСС.
Почётный уралмашевец (1972), почётный выпускник УГТУ-УПИ (1998). Награждён орденами Ленина (1971), Трудового Красного Знамени (1966, 1978), Дружбы народов (1986), «Знак Почёта» (1973), медалями.
Умер в Екатеринбурге 21 августа 2005 года. Похоронен на Северном кладбище.